# Liptenini
De Liptenini zijn een geslachtengroep van vlinders uit de familie Lycaenidae. De wetenschappelijke naam van de geslachtengroep is voor het eerst geldig gepubliceerd in 1892 door Johannes Karl Max Röber.

## Subtribus
- Durbaniina
- Epitolina
- Liptenina
- Mimacraeina
- Pentilina